# HD 220773
HD 220773 — звезда, которая находится в созвездии Пегас на расстоянии около 159 световых лет от нас. Вокруг звезды обращается, как минимум, одна планета.

## Характеристики
HD 220773 — звезда 7,09 видимой звёздной величины; впервые в астрономической литературе упоминается в каталоге Генри Дрейпера, изданном в начале XX века. Масса звезды равна 1,16 массы Солнца. Температура поверхности HD 220773 составляет около 5940 кельвинов. Её возраст оценивается приблизительно в 4,4 миллиарда лет.

## Планетная система
В 2012 году группой астрономов, работающих с телескопом Хобби-Эберли, было объявлено об открытии планеты HD 220773 b в системе. Это газовый гигант, имеющий массу, равную 1,45 массы Юпитера. Планета обращается на расстоянии 4,94 а.е. от родительской звезды, совершая полный оборот за 3725 суток. Открытие планеты было совершено методом доплеровской спектроскопии.